# Arlene Sierra
Arlene Sierra (Miami, 1º giugno 1970) è una compositrice statunitense di musica contemporanea, che lavora a Londra, Regno Unito.

## Biografia
Arlene Sierra è nata a Miami. Ha studiato al Conservatorio di musica dell'Oberlin College, alla Scuola di Musica dell'Università Yale e all'Università del Michigan, Ann Arbor, ricevendo un DMA nel 1999; i suoi principali insegnanti erano Martin Bresnick, Michael Daugherty e Jacob Druckman. Membro di composizione alla Britten-Pears School (Aldeburgh Festival) nel 2000 e a Tanglewood nel 2001, tra gli insegnanti c'erano Louis Andriessen, Oliver Knussen, Magnus Lindberg e Colin Matthews. Ha lavorato anche con Judith Weir alla Dartington International Summer School nel 1999, Paul Heinz Dittrich a Berlino nel 1997-8 e Betsy Jolas e Dominique Troncin al Conservatorio americano della Fontainebleau Schools nel 1993.
La sua musica è stata commissionata da organizzazioni come la Seattle Symphony, il Tanglewood Music Festival, la New York Philharmonic, l'Huddersfield Contemporary Music Festival, l'Albany Symphony Orchestra, il Cheltenham International Festival, le Fondazioni Jerome, PRS e Cheswatyr e Ralph Vaughan Williams Trust . Tra gli esecutori de suoi lavori ci sono la New York City Opera VOX, l'American Composers Orchestra, la London Sinfonietta, i New Music Players, Psappha, l'International Contemporary Ensemble, Chroma, l'Ensemble Schubert, la BBC National Orchestra of Wales e la Filarmonica di Tokyo. Nel 2001 è stata la prima donna a vincere il premio Takemitsu; nel 2007 ha ricevuto una borsa di studio Charles Ives dell'American Academy of Arts and Letters con una citazione per la musica, "di volta in volta urgente, poetica, evocativa e spiritosa". Nel 2011 è stato pubblicato un album di debutto di musica da camera dalla Bridge Records: Arlene Sierra, Volume 1 ed è stata nominata Compositore dell'Anno dalla Classical Recording Foundation. Un secondo CD, Game of Attrition: Arlene Sierra, vol. 2, è stato pubblicato nel 2014 con quattro opere orchestrali registrate dalla BBC National Orchestra of Wales, Jac Van Steen, direttore d'orchestra. Il suo lavoro Moler nello stesso disco è stato nominato per un Latin Grammy Award nel 2014.
La Sierra è stata insegnante di composizione presso l'Università di Cambridge nel 2003-4 prima di entrare a far parte della Scuola di Musica dell'Università di Cardiff come Docente di Composizione nel 2004. È stata promossa a Docente Senior nel 2010 e a Lettore di Composizione nel 2016.
Sierra vive a Londra con suo marito, il compositore britannico Kenneth Hesketh e il figlio Elliott Sierra Hesketh.
La sua musica è pubblicata esclusivamente da Cecilian Music (ASCAP).

## Stile musicale
Le composizioni di Arlene Sierra sono radicate nella sua formazione iniziale nel pianoforte classico con Rosalina Sackstein (studentessa di Claudio Arrau) e nella musica elettronica al Conservatorio di musica di Oberlin, come anche i suoi interessi per la danza e per le sonorità e la timbrica orchestrale. Molte delle opere mature di Sierra hanno origine nella strategia militare e nella teoria dei giochi, con fonti letterarie come Vitruvio e Sun Tzu, in particolare: Ballistae (2000) per il grande gruppo, Truel (2002-4) per trio di pianoforti, A Conflict of Opposites (2005) ) per violino o clarinetto con piano, Surrounded Ground (2008) per sestetto e Art of War (2010), un concerto per pianoforte e orchestra.
Sierra si ispira anche al canto degli uccelli, ai versi degli insetti e ai suoni e ai processi del mondo naturale. Il suo lavoro del 2009, Game of Attrition - commissionato dalla New York Philharmonic - prende la sua struttura dai processi descritti da Charles Darwin in L'origine delle specie. Altri lavori che impiegano suoni e processi naturali includono Cicada Shell (2006) per gruppo, Birds and Insects, Books 1 and 2 (2007, 2015) per pianoforte solista, Insects in Amber (2010) per quartetto d'archi, Butterflies Remember a Mountain (2013) ) per trio di pianoforte, e Urban Birds (2014) per tre pianoforti con percussioni ed elettronica.
Sierra ha anche dimostrato interesse per le opere teatrali e drammatiche incentrate su protagoniste donne, in scenari che vanno dal Faust nell'opera Faustine al traffico di esseri umani nell'opera da camera collaborativa Cuatro Corridos. Dal 2012 ha lavorato a una serie di nuove partiture per film di Maya Deren, tra cui Meditation on Violence e Ritual in Transfigured Time.

## Composizioni

### Orchestra
- Nature Symphony per orchestra (2017)
- Moler per orchestra (2012)
- Game of Attrition per orchestra da camera (2009)
- Aquilo per orchestra (2001)
- Aquae per orchestra (2000)
- Ballistae per orchestra (2000)
- Mantegna Diptych per orchestra (2000)

### Solista e orchestra
- Art of War Concerto per pianoforte e orchestra (2010)
- Dedication and Dance Trombone Concerto per orchestra o fiati sinfonici (1994, revised 2003)

### Gruppo di fiati
- Dedication and Dance Trombone Concerto for Orchestra or Symphonic Winds (1994, revised 2003)

### Grande gruppo (7 o più suonatori)
- Colmena per 14 strumentisti (2008)
- Cicada Shell per settetto (2006)
- Tiffany Windows per 12 strumentisti (2002)
- Four Choreographic Studies per 10 strumentisti (2001)
- Ballistae per 13 strumentisti (2000)

### Solista e grande gruppo (7 o più suonatori)
- Neruda Settings per Soprano e gruppo da camera (2002-5)

### Lavori da 2 fino a 6 suonatori
- Butterflies Remember a Mountain per trio di pianoforte (2013)
- Avian Mirrors per violino e violoncello (2013)
- Insects in Amber quartetto d'archi (2010)
- Surrounded Ground per sestetto (2008)
- A Conflict of Opposites per violino o Clarinetto e pianoforte (2005)
- Truel per trio di pianoforte o trio di Clarinetto (2004-7)
- Truel 1 per trio di pianoforte o trio di Clarinetto (2002-3)
- Counting-Out Rhyme per violoncello e pianoforte (2002)
- Zwei Huhner per Oboe e Trombone (200o)
- Harrow-Lines per quintetto (1999)
- of Risk e Memory per due pianoforti (1997)
- Four Love Songs per viola e pianoforte (1993)
- Duo per Violoncelli (1993)

### Strumento solista
- Birds and Insects, Book 2 pianoforte solo (2015-8)
- Cricket-Viol per viola/voce sola (2010)
- Birds and Insects, Book 1 pianoforte solo (2007)
- The Art of Lightness flauto solo (2006)
- Two Etudes After Mantegna violoncello solo (1998)

### Voce solista con massimo 6 suonatori
- Hearing Things per Soprano e pianoforte (2008)
- Streets e Rivers per Baritono e pianoforte (2007)
- Two Neruda Odes per Soprano, violoncello e pianoforte (2004)
- Hand Mit Ringen per Soprano e Trio (2002)
- Three Descriptions per Soprano e pianoforte (1997)

### Musica elettroacustica
- Urban Birds per 3 pianoforti con percussione e canto d'uccello registrato (2014)

### Musica per film
- Meditation on Violence chamber ensemble score to the Maya Deren film (2012)
- Ritual in Transfigured Time chamber ensemble score to the Maya Deren film (2016)

### Opera e musica da teatro
- Cuatro Corridos - Dalia Scena d'opera per soprano e gruppo (2013)
- Faustine Opera in un atto per 5 cantanti e orchestra (2011-)

### Danza
- Four Choreographic Studies per 10 strumenti (2001)

### Coro
- Alike Dissolving for SATB, Children's Choir and String Orchestra (2001)
- Alike Dissolving for Unaccompanied SATB (2001)
- Alleluya (Bitter-Sweet) for four men's voices or SATB Chorus (2000)

## Articoli ed interviste
- 'Unflinching Depictions of Nature - A Conversation with Arlene Sierra Natural Light, Published September 7, 2015
- 'Ten Questions to Arlene Sierra' Sinfini Music, Published April 29, 2014
- 'The Evolution of Process' Gardner, Alexandra, New Music Box Published: May 1, 2013
- 'Composer Arlene Sierra: Process, Strategy, Evolution' Schulslaper, Robert, Fanfare Published: October 13, 2011
- 'Sierra: Cicada Shell; Birds and Insects Book 1; Surrounded Ground, etc – review' Clements, Andrew, The Guardian Published: July 14, 2011
- 'Odes, Bees and Battles in Textured Works' Schweitzer, Vivien, The New York Times Published: March 16, 2009
- 'CompositionToday: Arlene Sierra Interview' Published: November 24, 2009
- http://www.newmusicbox.org/chatter/chatter.nmbx?id=6223[collegamento interrotto] NewMusicBox Published: December 16, 2009